# 渡くんの××が崩壊寸前
『渡くんの××が崩壊寸前』（わたりくんのバツバツがほうかいすんぜん）は、鳴見なるによる日本のラブコメディ漫画。『ヤングエース』（KADOKAWA）にて、2014年9月号（8月4日発売）から2015年7月号（6月4日発売）まで連載。その後『月刊ヤングマガジン』（講談社）に移籍して、2015年No.12（11月20日発売）から2023年No.10（9月20日発売）まで連載された。2025年3月時点でシリーズ累計部数は120万部を突破している。
メディアミックスとして、テレビアニメが2025年7月から放送中。

## あらすじ
2年前に両親を亡くした渡直人は幼なじみで畑あらしである館花紗月に6年ぶりに再会する。彼女の言動に振り回される渡直人、直人に思いを寄せる石原紫、アルバイト先で再会した中学校時代の後輩・梅澤真輝奈。いびつな、そして狂った崩壊寸前のラブコメが始まる。

## 登場人物
声の項はテレビアニメ版の声優。
渡 直人（わたり なおと）
声 - 梅田修一朗
16歳、高校2年生。2年前に両親と死別し、妹・鈴白と共に親戚中をたらい回しにされ、現在は東京郊外に住む叔母・多摩代に引き取られている。妹・鈴白を溺愛するシスコンで、日常は鈴白が中心と語る。気弱な性格で決断力がない。
館花 紗月（たちばな さつき）
声 - 矢野優美華
16歳、高校2年生。直人が健在だったころの両親と信州に住んでいたころの幼なじみだが、渡一家が手入れしていた畑を散々に破壊したことで、直人からは警戒されている。その6年後に同じ高校のC組に転校してきたことで再会を果たす。やがて直人への好意を自覚してからは、直人に思わせぶりな態度を取り、困惑させている。元農家の娘。長野の松本にある旅館の娘で、不良のような兄がいる。
石原 紫（いしはら ゆかり）
声 - 伊駒ゆりえ
16歳、高校2年生。作中冒頭から直人に好意を抱いており度々関わってはいたが、クラス旅行をきっかけに自身の好意を完全に自覚する。紗月に対してはライバルとして認識しており、彼女の言動に主人公と同様に度々振り回され、精神的に病む傾向にある。
渡 鈴白（わたり すずしろ）
声 - 矢野妃菜喜
10歳、小学4年生。直人の妹。大の甘えん坊で、直人にとっては悩みの種である。環境のせいか、かなり大人びている。
徳井（とくい）
声 - 中島ヨシキ
男子。学校でよく直人と話をしている。石原と幼馴染みで度々相談を持ちかけられる。
渡 多摩代（わたり たまよ）
声 - 大空直美
28歳、父方の叔母。1日の大半を仕事も含めて自室で過ごし、外出する様子はなく、頻繁に編集者が家に出入りしている。
静間（しずま）
多摩代の担当編集者。
梅澤 真輝奈（うめざわ まきな）
声 - 梅澤めぐ
聖ソラリナ女学院の1年生。直人の中学時代の陸上部の後輩。直人を意識している。陸上の推薦で高校に進学したが、サボり気味で部員から浮いている。

## 評価
恋愛カウンセラーのアルテイシアは、2巻発売時点の本作について、一見すると普通のハーレムものラブコメディであるが、ヒロインたちの渡への感情は理想化や執着によるものであると分析し、なんの取り柄もない主人公がモテる話ではなく、モテモテでもおかしくないくらい魅力的な渡くんが実はモテていないという、逆転構造という点において、ラブコメディに対するカウンターであるとの感想を述べている。

## 書誌情報
- 鳴見なる 『渡くんの××が崩壊寸前』 KADOKAWA 〈角川コミックス・エース〉、全1巻（未完）
  1. 2015年2月14日発売[16]、ISBN 978-4-04-102797-4
- 鳴見なる 『渡くんの××が崩壊寸前』 講談社 〈ヤンマガKCスペシャル〉、全16巻
  1. 2016年5月6日発売[17]、ISBN 978-4-06-382780-4
  2. 2016年6月17日発売[18]、ISBN 978-4-06-382809-2
  3. 2017年1月6日発売[19]、ISBN 978-4-06-382909-9
  4. 2017年7月6日発売[20]、ISBN 978-4-06-510023-3
  5. 2018年1月5日発売[21]、ISBN 978-4-06-510701-0
  6. 2018年9月6日発売[22]、ISBN 978-4-06-512808-4
  7. 2019年3月6日発売[23]、ISBN 978-4-06-514805-1
  8. 2019年10月4日発売[24]、ISBN 978-4-06-517291-9
  9. 2020年9月4日発売[25]、ISBN 978-4-06-520694-2
  10. 2021年3月5日発売[26]、ISBN 978-4-06-522588-2
  11. 2021年8月5日発売[27]、ISBN 978-4-06-524343-5
  12. 2022年2月18日発売[28]、ISBN 978-4-06-526831-5
  13. 2022年7月20日発売[29]、ISBN 978-4-06-528418-6
  14. 2023年1月19日発売[30]、ISBN 978-4-06-530414-3
  15. 2023年8月18日発売[31]、ISBN 978-4-06-532372-4
  16. 2023年11月20日発売[32]、ISBN 978-4-06-532693-0

## テレビアニメ
2023年9月、原作の連載終了と同時にアニメ化が発表された。2025年7月からTOKYO MXほかにて放送中。

### スタッフ
- 原作 - 鳴見なる[7]
- 監督 - 直谷たかし[7]
- 副監督 - 浅見松雄[7]
- シリーズ構成 - 髙橋龍也[7]
- キャラクターデザイン - 安田祥子[7]
- 衣装デザイン - 鈴木ののか[7]
- プロップデザイン - 山崎千絵[7]
- 美術監督・美術設定・美術ボード - 小崎弘貴
- 色彩設計 - 堀内里奈
- 撮影監督 - 工藤竜馬
- 3DCGディレクター - 池田裕行
- 編集 - 榎田美咲
- 音響監督 - 平光琢也
- 音響効果 - 古谷友二
- 音楽 - 村松健
- チーフプロデューサー - 日野亮、塩谷佳之、照井健、飯島江美子、尾山仁康
- プロデューサー - 尾崎源太、佐藤尚哉、黒田健史、伊藤光星、黒須信彦、嶋崎英郎
- アニメーションプロデューサー - 植田慎也
- アニメーション制作 - Staple Entertainment[7]
- 製作 - 渡くんの××が崩壊寸前製作委員会[7]（NBCユニバーサル・エンターテイメント、講談社、Staple Entertainment、東京メトロポリタンテレビジョン、ADKマーケティング・ソリューションズ、クランチロール、BS日本）

### 主題歌
「ゆうれいになりたい」
『ユイカ』によるオープニングテーマ。作詞・作曲は『ユイカ』、編曲は花井諒。
「愛愛愛愛愛」
PEDROによるエンディングテーマ。作詞・作曲はアユニ・D、編曲は友成空。

### 各話リスト
| 話数  | サブタイトル         | 脚本       | 絵コンテ   | 演出     | 作画監督                                            | 総作画監督 | 初放送日      |
| ----- | -------------------- | ---------- | ---------- | -------- | --------------------------------------------------- | ---------- | ------------- |
| 第1話 | 平穏が崩れ始める日   | 髙橋龍也   | 直谷たかし | 浅見松雄 | 安田祥子 森悦人 岡田雅人                            | 安田祥子   | 2025年 7月5日 |
| 第2話 | 小さなウソ           | 山田哲弥   | 直谷たかし | 浅見松雄 | 小美戸幸代 大塚八愛 岡田雅人                        | 小美戸幸代 | 7月12日       |
| 第3話 | 煩悩退散             | 山田哲弥   | 西田正義   | 浅見松雄 | 扇多恵子                                            | 扇多恵子   | 7月19日       |
| 第4話 | 見せるのと見られるの | 髙橋龍也   | 西田正義   | 浅見松雄 | 飯飼一幸 池田佳織 齊藤香織 吉田勝 ゼロワン          | 小林利充   | 7月26日       |
| 第5話 | 理想の人             | 直谷たかし | 直谷たかし | 浅見松雄 | 櫻井拓郎 石動仁 池田佳織 青野厚司 岡田雅人 菊池一真 | 小美戸幸代 | 8月2日        |
| 第6話 | 告白                 | 直谷たかし | 祝浩司     | 中村良   | 安田祥子 内野明雄 吉岡勝 森悦人                     | 安田祥子   | 8月9日        |
| 第7話 | 夏休み前の放課後     | 山田哲弥   | 西田正義   | 中村良   | 飯飼一幸 池田佳織 齊藤香織 鎌田均                   | 小林利充   | 8月16日       |

### 放送局
| 放送期間       | 放送時間                     | 放送局       | 対象地域 | 備考                                            |
| -------------- | ---------------------------- | ------------ | -------- | ----------------------------------------------- |
| 2025年7月5日 - | 土曜 1:00 - 1:30（金曜深夜） | TOKYO MX     | 東京都   | 製作参加 / 字幕放送                             |
|                | 土曜 23:00 - 23:30           | BS日テレ     | 日本全域 | 製作参加 / BS/BS4K放送 / 『アニメにむちゅ〜』枠 |
|                |                              | サンテレビ   | 兵庫県   |                                                 |
| 2025年7月8日 - | 火曜 1:00 - 1:30（月曜深夜） | テレビ神奈川 | 神奈川県 |                                                 |
| 2025年7月9日 - | 水曜 23:30 - 木曜 0:00       | AT-X         | 日本全域 | CS放送 / 字幕放送 / リピート放送あり            |

| 配信開始日   | 配信時間                   | 配信サイト | 備考           |
| ------------ | -------------------------- | --- | -------------- |
| 2025年7月5日 | 土曜 1:00（金曜深夜） 更新 | FOD（本店・FODチャンネル for Prime Video）                                                                                        | 見放題配信     |
|              | 土曜 1:30（金曜深夜） 更新 | TVer | 無料見逃し配信 |
|              |                            | ビデオマーケット music.jp カンテレドーガ Prime Video HAPPY!動画 バンダイチャンネル Hulu J:COM STREAM TELASA milplus DMM TV Lemino | レンタル配信   |

### BD
| 巻 | 発売日             | 収録話 | 規格品番  |
| -- | ------------------ | ------ | --------- |
| 上 | 2025年12月24日予定 | 未公表 | UNXA-1009 |
| 下 | 2026年3月25日予定  | 未公表 | UNXA-1014 |

### Webラジオ
『紗月と紫の××ラジオ』のタイトルで、2025年7月10日より音泉にて配信中。パーソナリティーは館花紗月役の矢野優美華と石原紫役の伊駒ゆりえ。

## 参考資料
- 三木美波 (2016年6月29日). “鳴見なる「渡くんの××が崩壊寸前」特集”. コミックナタリー. 2021年4月23日閲覧。